# Giovanni Battista Manzella
Giovanni Battista Manzella, noto come padre Manzella (Soncino, 21 gennaio 1855 – Sassari, 23 ottobre 1937), è stato un presbitero e scrittore italiano fondatore dell'istituto religioso femminile di diritto pontificio  delle Suore del Getsemani, popolarmente dette Manzelliane.
Membro della Congregazione della Missione di San Vincenzo, svolse un'intensa attività in Sardegna, occupandosi della formazione del clero, di assistenza e di propaganda religiosa.

## Biografia
Crebbe in una famiglia semplice di modeste condizioni  economiche. Terminati gli studi iniziò a lavorare presso il padre che faceva il materassaio, prima in paese e, in seguito a Lecco, dove si trasferì con i genitori nel 1875. Nel novembre 1880 cambiò lavoro come commesso in un negozio di ferramenta. Intanto imparò a conoscere San Vincenzo de' Paoli soprattutto nell'esperienza caritativa della Conferenza Maschile di San Vincenzo.
Ventinovenne, riuscì a entrare nell'Istituto Villoresi di Monza, e frequentò gli studi per tre anni. Fu ordinato sacerdote il 25 febbraio 1893, nella cappella del Seminario Arcivescovile di Torino.

## Il trasferimento in Sardegna
(Remo Branca)
Nel novembre 1900 fu trasferito in Sardegna, al Seminario Tridentino di Sassari, in qualità di direttore spirituale.
Nel 1904 intraprese anche la predicazione,fino al 1906 quando fu incaricato come padre superiore della Casa della Missione di Sassari, nel 1912, riprese l'attività della "predicazione a tempo pieno" ininterrottamente fino al 1926, quando fu nuovamente destinato al Seminario di Sassari.
Nel 1910 a Sassari aveva fondato il settimanale 'Libertà'.
Nel 1927, con l'aiuto di Angela Marongiu, fondò l'istituto delle suore del Getsemani per l'educazione delle fanciulle del popolo

## Scritti
- Manuale pratico per fondare e dirigere la Società della carità per la visita dei poveri a domicilio : sotto il titolo della immacolata concezione della B.V. Maria e di s. Vincenzo de' Paoli , C.L.V. Edizioni Vincenziane, 2008 ISBN 9788873670858